# Adam Putnam
Adam Hughes Putnam, född 31 juli 1974 i Bartow i Florida, är en amerikansk republikansk politiker. Han representerade delstaten Floridas tolfte distrikt i USA:s representanthus 2001–2011. Han var den yngsta ledamoten av USA:s kongress fram till 2005 då Patrick McHenry tillträdde som kongressledamot.

## biografi
Putnam avlade 1995 kandidatexamen vid University of Florida.
Kongressledamot Charles Canady kandiderade inte till omval i kongressvalet 2000. Putnam vann valet och efterträdde Canady i representanthuset år 2001. Han omvaldes fyra gånger. Putnam kandiderade inte till en sjätte mandatperiod i representanthuset.